# الوطئة (الدعيس)

تعديل مصدري - تعديل

الوطئة محلة تابعة لقرية الدعيس، التابعة لعزلة الدعيس بمديرية بعدان إحدى مديريات محافظة إب في الجمهورية اليمنية، بلغ تعداد سكانها 33 حسب تعداد اليمن لعام 2004.